# Vought
Vought – amerykańska wytwórnia lotnicza powstała w 1917 roku pod nazwą Lewis & Vought Corporation, przemianowana na Chance Vought w 1920 roku, następnie działająca pod różnymi wariacjami nazwy Vought, w składzie różnych koncernów.
W czasie II wojny światowej sprawdziły się bojowo dwie maszyny tej firmy: F4U Corsair i OS2U Kingfisher.

## Historia
W 1917 roku Chance M. Vought i Birdseye Lewis założyli wytwórnię Lewis and Vought Corporation, po odejściu Lewisa przekształconą w 1922 w Chance Vought Corporation. Początkowo siedziiba mieściła się w Astorii (części Queens w Nowym Jorku), od 1919 w Long Island City.
W 1928 r. przedsiębiorstwo zostało kupione i weszło w skład United Aircraft and Transport Corporation (od 1934: United Aircraft Corp.), jako osobny oddział. W 1930 r. zmarł założyciel firmy Chance M. Vought. Siedziba została następnie przeniesiona do East Hartford w stanie Connecticut. W 1939 r. oddział Vought został przeniesiony do Stratford w stanie Connecticut i połączony z firmą Sikorsky, tworząc Vought-Sikorsky Aircraft. W 1942 r. Vought został ponownie wyłączony jako osobny oddział United Aircraft. Na przełomie 1948 i 1949 roku siedziba została przeniesiona do Dallas w Teksasie, do nowoczesnych zakładów wybudowanych przez rząd podczas wojny na potrzeby firmy North American Aviation.
W 1954 r. zakłady uniezależniły się od United Aircraft, przyjmując nazwę Chance Vought Aircraft Inc. W 1962 zostały jednak zakupione przez Jamesa Linga, stając się częścią jego koncernu Ling-Temco-Vought (LTV).
W 1976 r. koncern LTV Aerospace został przemianowany na Vought Corporation. W 1992 r. został on zakupiony przez Northrop, a w 2000 r. odkupiony przez Carlyle Group, które utworzyło firmę Vought Aircraft Industries, Inc., działającą do chwili obecnej.